# Sedella leiocarpa
Sedella leiocarpa är en fetbladsväxtart som beskrevs av H.K. Sharsmith. Sedella leiocarpa ingår i släktet Sedella och familjen fetbladsväxter. Inga underarter finns listade i Catalogue of Life.